# Lineolaria spinulosa
Lineolaria spinulosa är en nässeldjursart som beskrevs av Walter Douglas Hincks 1861. Lineolaria spinulosa ingår i släktet Lineolaria och familjen Lineolariidae. Inga underarter finns listade i Catalogue of Life.